# 아라비톨
아라비톨(영어: arabitol) 또는 아라비니톨(영어: arabinitol)은 당알코올이다. 아라비톨은 아라비노스 또는 릭소스의 환원에 의해 형성될 수 있다. 일부 유기산 검사로 D-아라비톨의 존재를 확인할 수 있는데, 이는 칸디다 알비칸스(Candida albicans) 또는 다른 효모/균류 종과 같은 장내 미생물의 과잉 증식을 나타내는 것일 수 있다.

## 같이 보기
- 당알코올
- 아라비노스